# Reiårsfossen

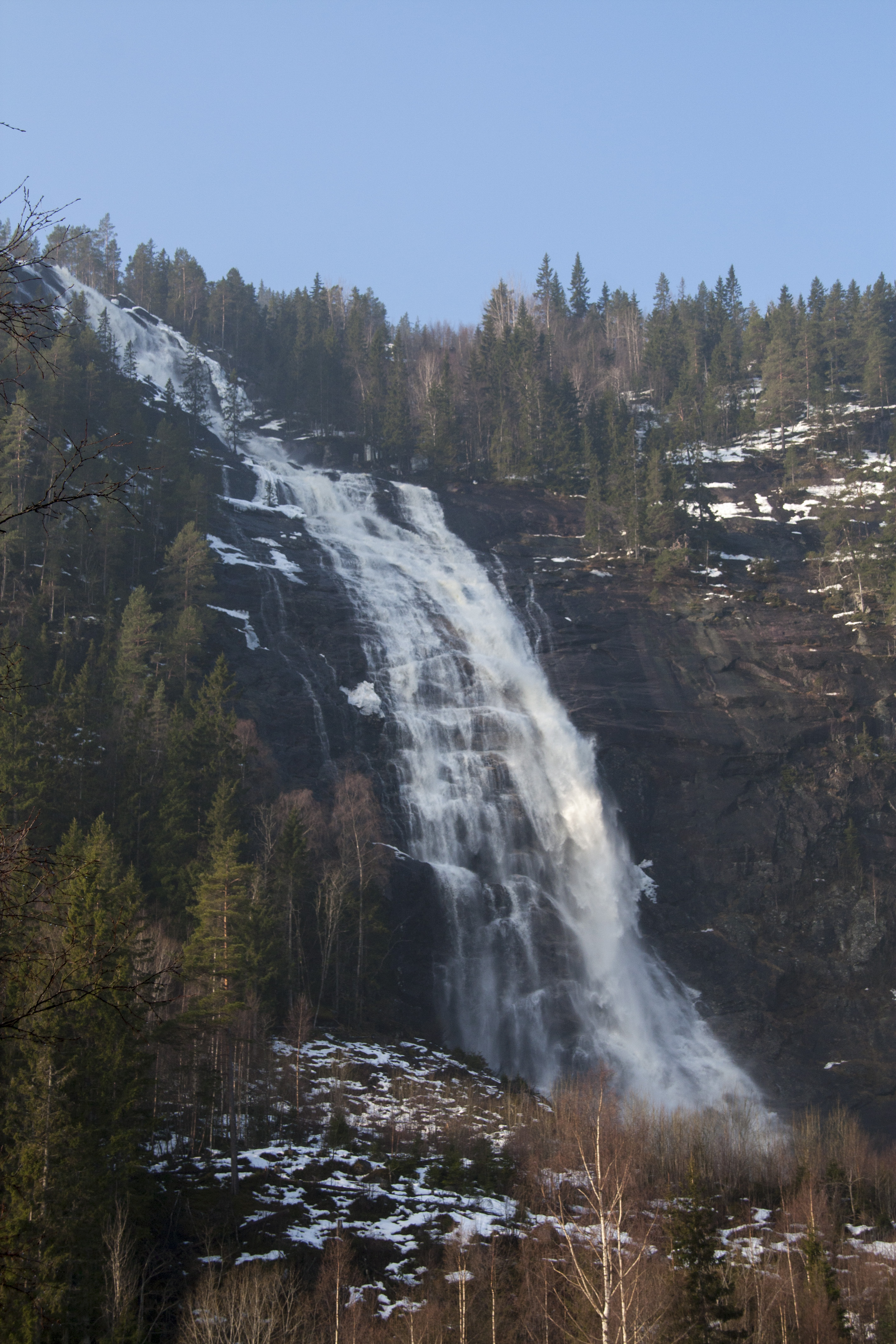
Reiårsfossen

Reiårsfossen  ist ein norwegischer Wasserfall. Er liegt am Riksvei 9 südlich von Ose in der Kommune Bygland im Setesdal (Agder). Der Wasserfall hat eine Fallhöhe von über 180 m und wird aus dem Store Reiårsvatn oberhalb des Wasserfalls gespeist. Er ist eine Touristenattraktion, und am nahe gelegenen Campingplatz finden jährlich mehrere Festivals (z. B. das Ose Countryfestival) statt. Ein Mautweg führt zur Oberkante des Wasserfalls.

## Legende
Der Reiårsfossen ist nach Reiår (Reidar) benannt, der sich in eine Bauerstochter aus Ose verliebte. Um sie zu bekommen, forderte ihr Vater, dass Reiår dreimal über den obersten Teil des Wasserfalls reiten musste. Reiår tat es, aber die Sage berichtet, dass er zur Ehre seiner künftigen Nachkommen ein weiteres Mal über den Wasserfall reiten wollte. Dabei stürzten er und sein Pferd und beide verloren ihr Leben.